# Hrabstwo Mackinac
Mackinac – hrabstwo w stanie Michigan w USA. Siedzibą hrabstwa jest St. Ignace. Pomiędzy hrabstwem a hrabstwami Emmet i Presque Isle znajduje się 8-io km most na cieśninie Mackinac, most Mackinac.

## Miasta
- Mackinac Island
- St. Ignace

## Hrabstwo Mackinac graniczy z następującymi hrabstwami
- północ – hrabstwo Luce
- północny wschód – hrabstwo Chippewa
- wschód – hrabstwo Presque Isle
- południowy wschód – hrabstwo Cheboygan
- południe – hrabstwo Emmet
- południowy zachód – hrabstwo Charlevoix
- zachód – hrabstwo Schoolcraft